# Charia (ville)
Pour les articles homonymes, voir Charia.
Charia (en russe : Шарья) est une ville de l'oblast de Kostroma, en Russie, et le centre administratif du raïon de Charia. Sa population s'élevait à 23 709 habitants en 2013.

## Géographie
Charia se trouve sur la rive gauche de la rivière Vetlouga, à 330 km au nord-est de Kostroma.

## Histoire
Charia a été fondée en 1906 et a le statut de ville depuis 1938.

## Population
Recensements (*) ou estimations de la population
| 1926* | 1939*  | 1959*  | 1970*  | 1979*  |
| ----- | ------ | ------ | ------ | ------ |
| 4 016 | 14 333 | 22 268 | 25 788 | 26 012 |

| 1989*  | 2002*  | 2010*  | 2012   | 2013   |
| ------ | ------ | ------ | ------ | ------ |
| 27 062 | 24 900 | 23 681 | 23 727 | 23 709 |

## Jumelage
- Great Falls (États-Unis)